# Turismo in Francia

Disneyland Paris

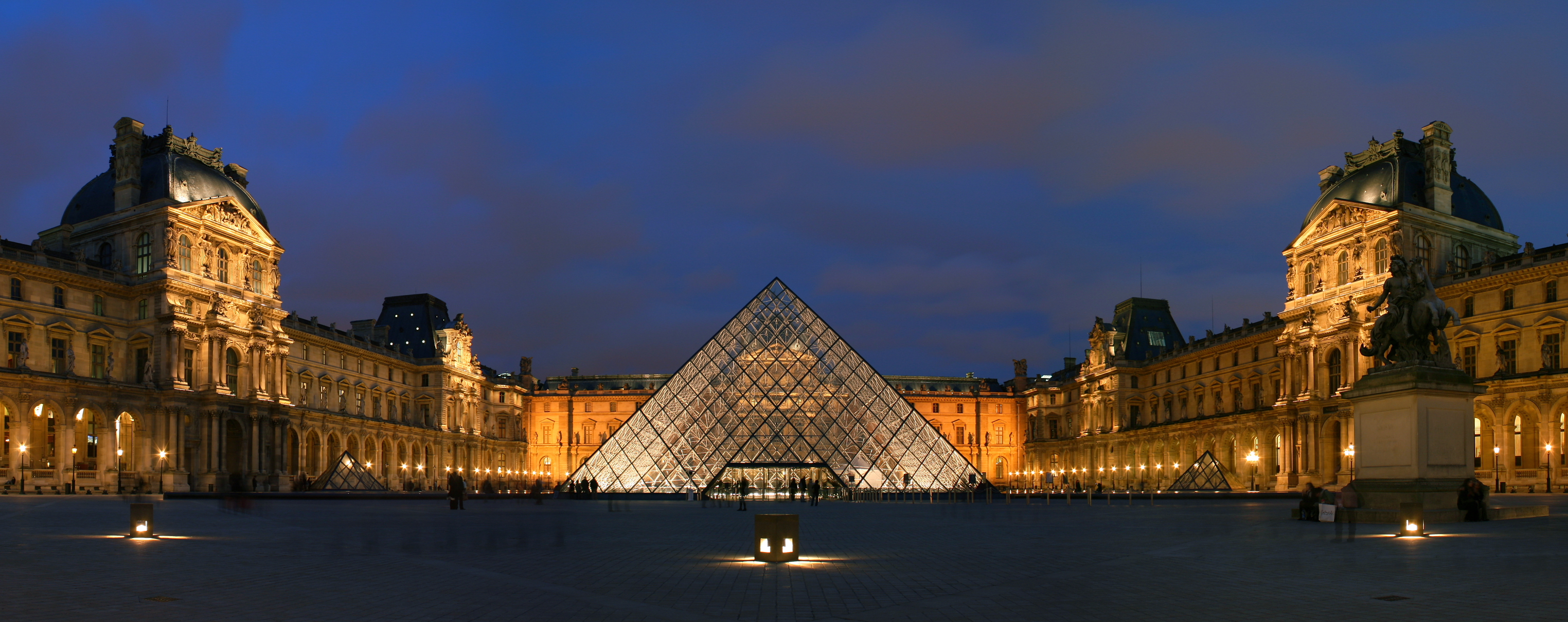
Il museo del Louvre, il più visitato al mondo

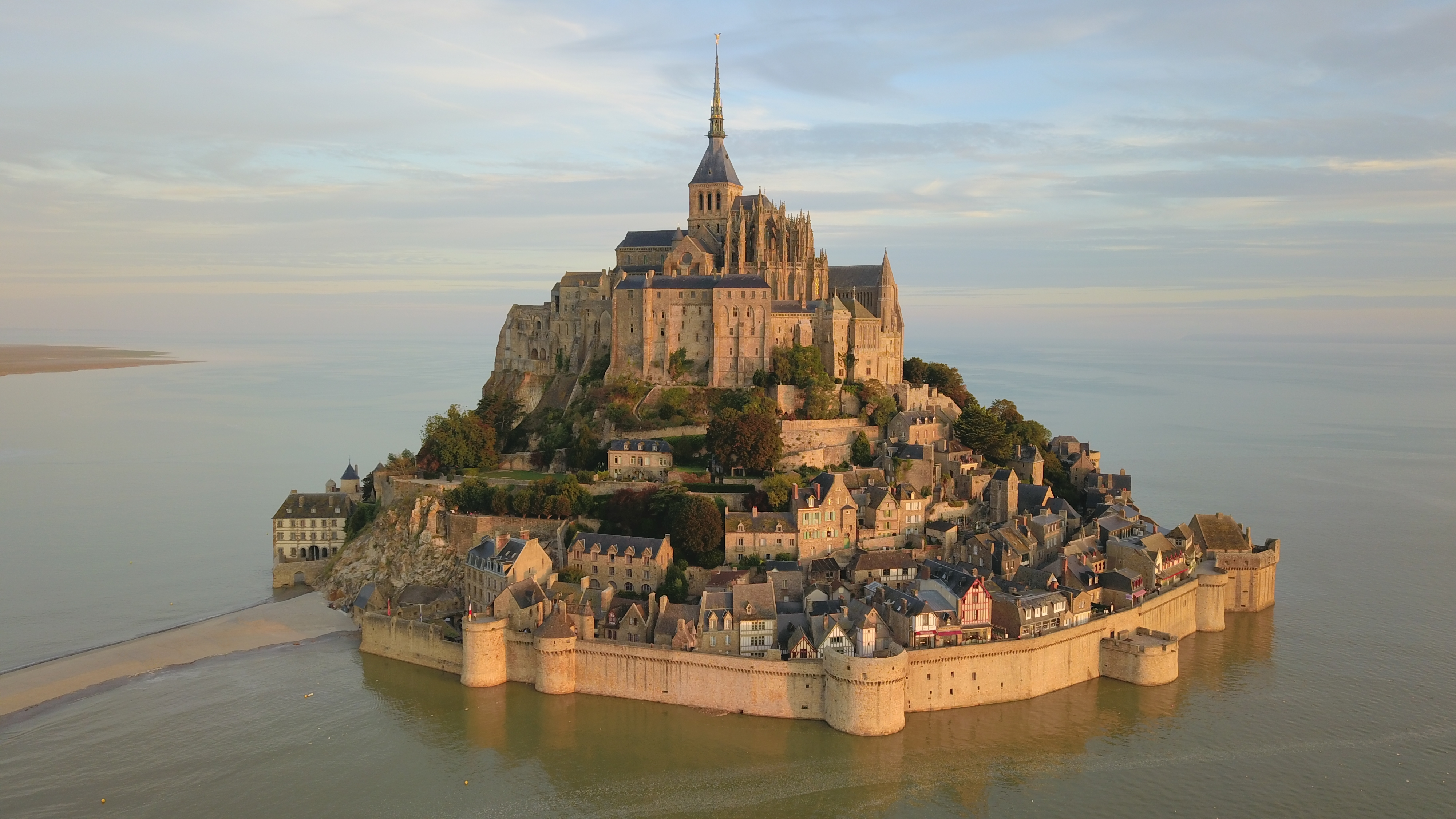
Mont Saint-Michel, Manche

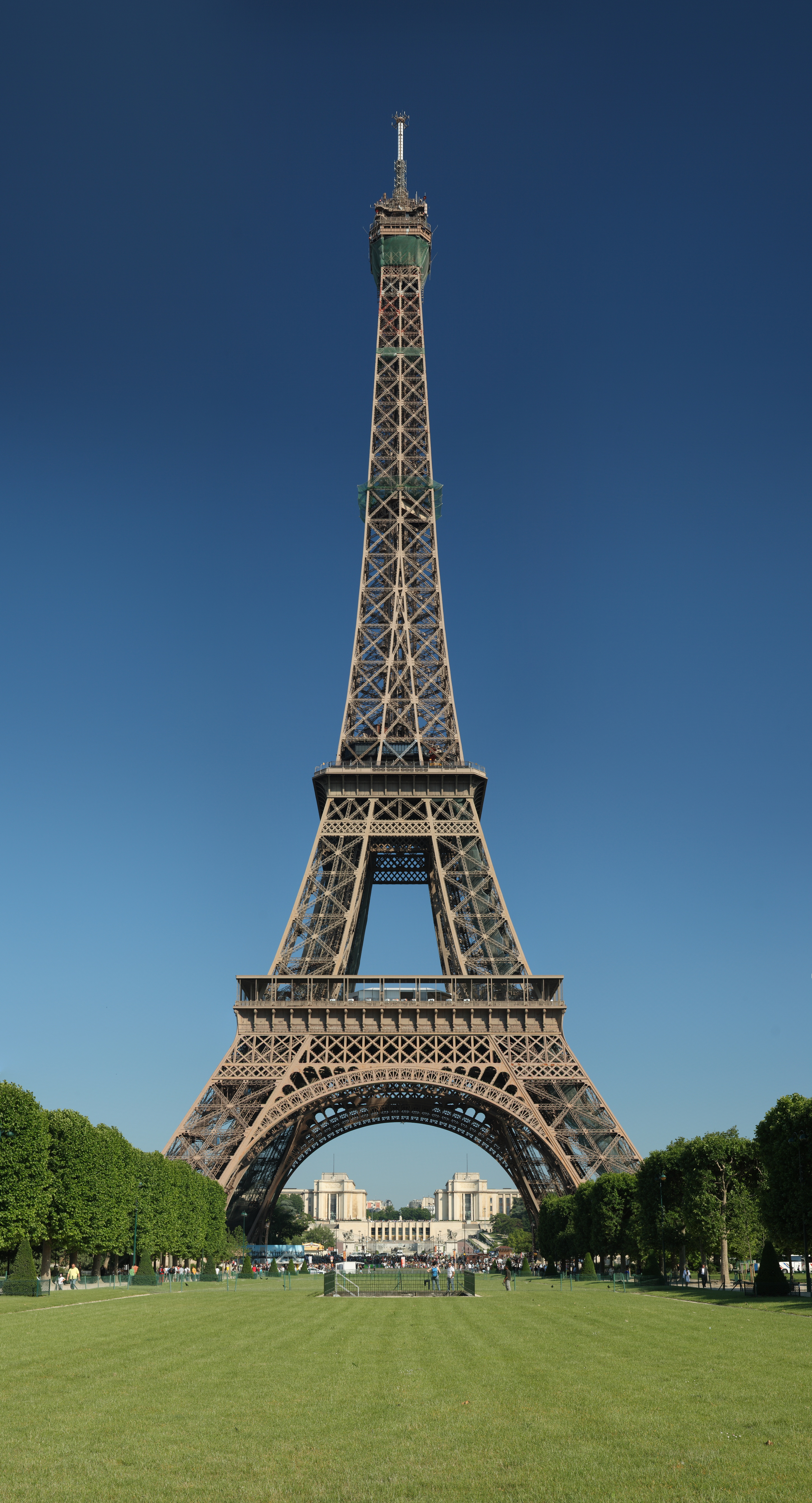
Tour Eiffel

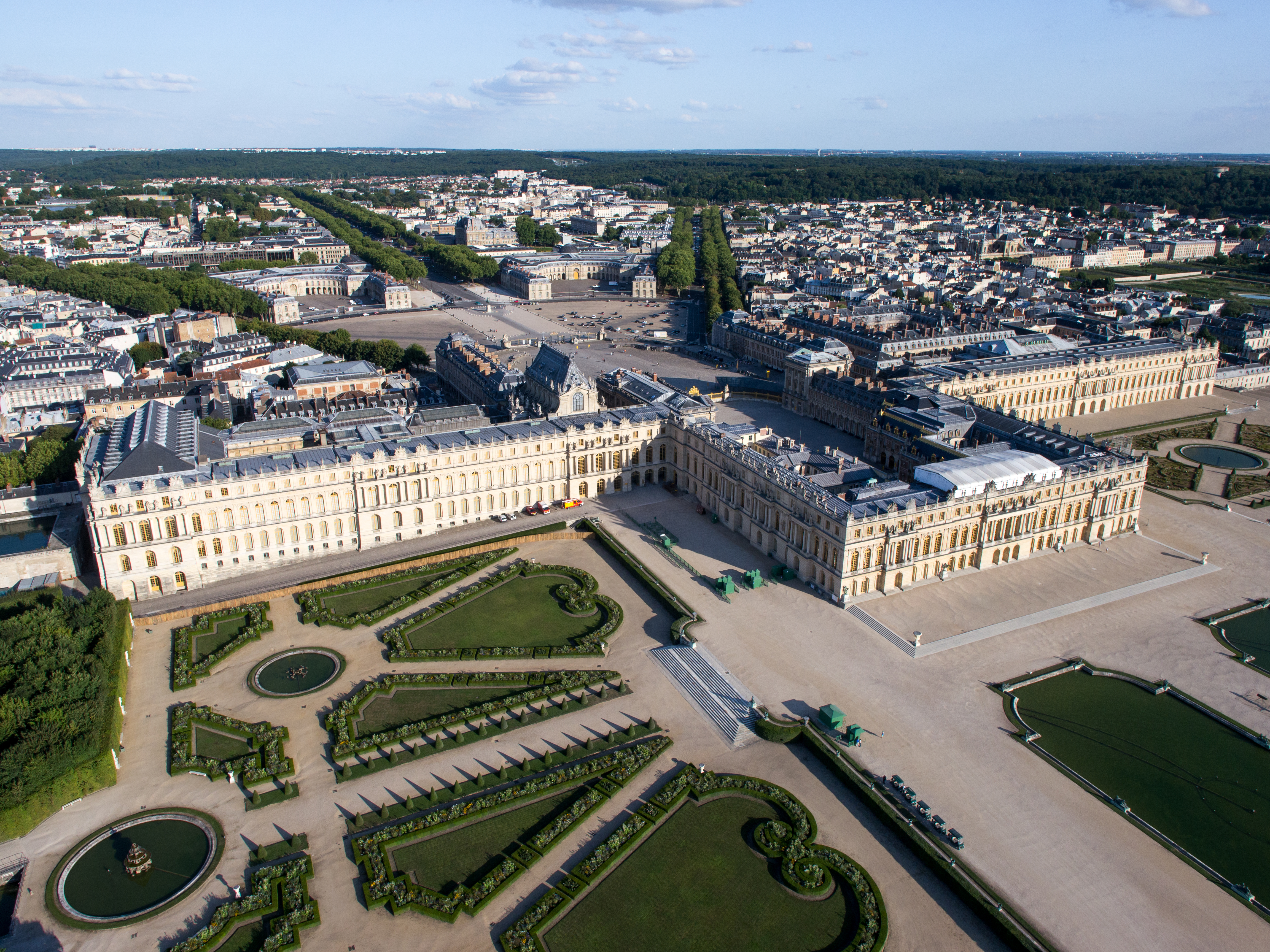
Reggia di Versailles, Yvelines

Il turismo in Francia è uno dei settori economici più ricchi e prosperi. Con 89 milioni di turisti stranieri nel 2019, è il paese più visitato al mondo. È tuttavia quinta per presenze alberghiere con 138 milioni di pernottamenti, dopo Stati Uniti, Spagna, Italia e Regno Unito, e terza (dietro Stati Uniti e Spagna) come incassi dal turismo internazionale. Più del 20% dei turisti hanno speso meno della metà di quanto hanno fatto negli Stati Uniti d'America.

## Descrizione
La Francia possiede 53 siti iscritti nella lista dei patrimoni mondiali dell'umanità dell'UNESCO ed ha città caratterizzate da un elevato interesse culturale (Parigi è la più conosciuta, ma si possono citare anche Tolosa, Strasburgo, Bordeaux, Lione ed altre) oltre a spiagge e località balneari, stazioni sciistiche e regioni rurali che molti godono per la loro bellezza e tranquillità (turismo rurale).
I piccoli e pittoreschi villaggi francesi appartengono al patrimonio di qualità del paese (come Collonges-la-Rouge o Locronan) e vengono promossi attraverso l'associazione "Les Plus Beaux Villages de France" (lett. "I Borghi più belli di Francia"). L'etichetta "Remarkable Gardens" è un elenco di oltre duecento giardini classificati dal ministero della cultura e della comunicazione (Francia) francese. Questa etichetta ha lo scopo di proteggere e promuovere giardini e parchi notevoli per la loro bellezza e unicità.
Nel 2012 i viaggi turistici hanno contribuito direttamente per 77,7 miliardi di euro al PIL francese, il 30% dei quali proveniente da visitatori internazionali ed il 70% dalla spesa inerente al turismo domestico. Il contributo totale dei viaggi e del turismo rappresenta il 9,7% del PIL e supporta 2,9 milioni di posti di lavoro (il 10,9% dell'intera occupazione nazionale). Il turismo contribuisce infine in maniera significativa alla bilancia dei pagamenti.

## Statistiche

### Arrivi per nazione
La maggior parte dei turisti che sono giunti in Francia nel 2016 provengono dai seguenti paesi:
| Posizione                   | Paese                       | Arrivi     |
| --------------------------- | --------------------------- | ---------- |
| 1                           | Germania                    | 30 180 000 |
| 2                           | Regno Unito                 | 12 378 000 |
| 3                           | Belgio                      | 9 500 000  |
| 4                           | Italia                      | 9 320 000  |
| 5                           | Svizzera                    | 7 400 000  |
| 6                           | Spagna                      | 5 933 700  |
| 7                           | Paesi Bassi                 | 5 500 000  |
| 8                           | Stati Uniti                 | 4 176 000  |
| 9                           | Algeria                     | 2 300 000  |
| 10                          | Turchia                     | 1 600 000  |
| 11                          | Portogallo                  | 1 455 000  |
| 12                          | Cina                        | 1 439 100  |
| 13                          | Russia                      | 1 202 000  |
| 14                          | Polonia                     | 1 067 000  |
| 15                          | Austria                     | 1 040 000  |
| Turisti stranieri in totale | Turisti stranieri in totale | 86 490 455 |

### Numero dei soggiorni per nazionalità
La maggior parte delle notti trascorse in Francia nel 2023 da parte dei turisti provenienti dai paesi seguenti:
| #  | Paese                           | Soggiorni   |
| -- | ------------------------------- | ----------- |
| 1  | Germania                        | 18 300 000  |
| 2  | Regno Unito                     | 17 200 000  |
| 3  | Paesi Bassi                     | 16 800 000  |
| 4  | Belgio                          | 10 400 000  |
| 5  | Stati Uniti                     | 8 800 000   |
| 6  | Spagna                          | 6 900 000   |
| 7  | Italia                          | 6 100 000   |
| 8  | Svizzera                        | 5 900 000   |
| 9  | Asia e Oceania                  | 910 000     |
| 9  | Canada                          | 1 400 000   |
| 10 | Cina                            | 1 100 000   |
| 12 | Scandinavia                     | 2 400 000   |
| 13 | Medio Oriente & Estremo oriente | 2 200 000   |
| 13 | Africa                          | 1 500 000   |
| 15 | Giappone                        | 800 000     |
|    | Altri paesi                     | 19 700 000  |
| #  | Totale                          | 138 300 000 |

### Numero di soggiorni per regione
Di seguito viene riportata la tabella delle prime 5 regioni più visitate per numero di soggiorni (dati al 2020)
| Regione                     | Non residenti | Residenti  | Soggorni totali |
| --------------------------- | ------------- | ---------- | --------------- |
| Île-de-France               | 44.000.000    | 40.070.000 | 84.070.000      |
| Alvernia-Rodano-Alpi        | 15.400.000    | 43.000.000 | 58.400.000      |
| Occitania                   | 13.000.000    | 41.900.000 | 54.900.000      |
| Provenza-Alpi-Costa Azzurra | 18.100.000    | 36.500.000 | 54.600.000      |
| Nuova Aquitania             | 11.000.000    | 41.400.000 | 51.400.000      |

### Siti più visitati
Di seguito è riportato l'elenco dei siti più visitati nel 2017
| #   | Sito                                                      | Comune                    | Visitatori |
| --- | --------------------------------------------------------- | ------------------------- | ---------- |
| 1   | Disneyland                                                | Marne-la-Vallée           | 14 860 000 |
| 2   | Museo del Louvre                                          | Parigi                    | 8 022 300  |
| 3   | Reggia di Versailles                                      | Versailles                | 7 714 389  |
| 4   | Torre Eiffel                                              | Parigi                    | 7 440 656  |
| 5   | Centro Pompidou                                           | Parigi                    | 3 337 872  |
| 6   | Museo d'Orsay                                             | Parigi                    | 3 177 842  |
| 7   | Città delle scienze e dell'industria                      | Parigi                    | 2 439 072  |
| 8   | Puy du Fou                                                | Les Épesses               | 2 260 000  |
| 9   | Città fortificata storica di Carcassonne                  | Carcassonne               | 2 260 000  |
| 10  | Parco Astérix                                             | Plailly                   | 2 030 000  |
| 11  | Futuroscope                                               | Chasseneuil-du-Poitou     | 2 000 000  |
| 12  | Museo nazionale di storia naturale                        | Parigi                    | 1 763 262  |
| 13  | Arco di trionfo                                           | Parigi                    | 1 583 260  |
| 14  | Castello dei duchi di Bretagna                            | Nantes                    | 1 471 741  |
| 15  | Zooparco di Beauval                                       | Saint-Aignan              | 1 440 694  |
| 16  | Palazzo Grande                                            | Parigi                    | 1 412 060  |
| 17  | Fondazione Louis Vuitton                                  | Parigi                    | 1 402 245  |
| 18  | Cattedrale di Reims                                       | Reims                     | 1 329 393  |
| 19  | Cimitero americano di Omaha                               | Colleville-sur-Mer        | 1 328 815  |
| 20  | Parco Marineland                                          | Antibes                   | 1 300 000  |
| 21  | Mont-Saint-Michel                                         | Mont Saint Michel         | 1 245 407  |
| 22  | Cattedrale di Narbona                                     | Narbona                   | 1 242 412  |
| 23  | Museo dell'Esercito                                       | Parigi                    | 1 176 984  |
| 24  | Museo del quai Branly                                     | Parigi                    | 1 173 712  |
| 25  | Palazzo Piccolo                                           | Parigi                    | 1 171 220  |
| 26  | Basilica di Vézelay                                       | Vézelay                   | 1 052 659  |
| 27  | Cappelle Santa                                            | Parigi                    | 1 051 352  |
| 28  | Casinò teatro Barrière                                    | Tolosa                    | 1 007 437  |
| 29  | Teleferica de l'Aiguille du Midi                          | Chamonix-Mont-Blanc       | 1 005 373  |
| 30  | Museo dell'Aranciera                                      | Parigi                    | 938 281    |
| 31  | Castello di Chambord                                      | Chambord                  | 916 888    |
| 32  | Ponte del Gard                                            | Vers-Pont-du-Gard         | 882 357    |
| 33  | Museo delle Arti Decorative                               | Parigi                    | 870 000    |
| 34  | Castello di Chenonceau                                    | Chenonceaux               | 850 000    |
| 35  | Torre Montparnasse                                        | Parigi                    | 831 351    |
| 36  | Acquario de La Rochelle                                   | La Rochelle               | 800 000    |
| 37  | Batorama                                                  | Strasburgo                | 770 015    |
| 38  | Ferrovia Chamonix-Montenvers                              | Chamonix-Mont-Blanc       | 770 015    |
| 39  | Casinò d'Amneville                                        | Amnéville                 | 747 571    |
| 40  | Museo della confluenza                                    | Lione                     | 723 583    |
| 41  | Pantheon                                                  | Parigi                    | 719 772    |
| 42  | Macchine dell'Isola di Nantes                             | Nantes                    | 674 395    |
| 43  | Teatro dell'Opera Garnier                                 | Parigi                    | 666 740    |
| 44  | Parco zoologico di Parigi                                 | Parigi                    | 659 550    |
| 45  | Museo Claude Monet                                        | Giverny                   | 637 988    |
| 46  | Palazzo di Tokyo                                          | Parigi                    | 635 115    |
| 47  | Museo Grévin                                              | Parigi                    | 625 527    |
| 48  | Museo oceanografico di Monaco                             | Monaco                    | 622 009    |
| 49  | Museo Picasso                                             | Parigi                    | 611 863    |
| 50  | Zoo di La Palmyre                                         | Les Mathes                | 606 808    |
| 51  | Parco d'attrazioni Le Pal                                 | Saint-Pourçain-sur-Besbre | 601 446    |
| 52  | Vetreria di Biot                                          | Biot                      | 600 000    |
| 53  | Sito di Conques                                           | Conques                   | 600 000    |
| 54  | Palazzo dei Papi                                          | Avignone                  | 598 085    |
| 55  | Nigoland                                                  | Dolancourt                | 590 000    |
| 56  | Santuario di Lourdes                                      | Lourdes                   | 556 399    |
| 57  | Cave della luce dei Baux-de-Provence                      | Les Baux-de-Provence      | 554 000    |
| 58  | Parco dell'Héron                                          | Villeneuve d'Ascq         | 549 764    |
| 59  | Centro nationale del mare - Nausicaa                      | Boulogne-sur-Mer          | 544 439    |
| 60  | Catacombe di Parigi                                       | Parigi                    | 537 935    |
| 61  | Zoo di Amnéville-Les Thermes                              | Amnéville-les-thermes     | 521 240    |
| 62  | Castello dell'Alto Koenigsbourg                           | Orschwiller               | 518 279    |
| 63  | Museo d'Arte Moderna della città di Parigi                | Parigi                    | 506 246    |
| 64  | Castello di Fontainebleau                                 | Fontainebleau             | 501 000    |
| 65  | Gouffred de Padirac                                       | Padirac                   | 482 831    |
| 66  | Funivia del Brévent                                       | Chamonix-Mont-Blanc       | 478 970    |
| 67  | Centro d'Interpretazione dell'Arte parietale - Lascaux IV | Montignac                 | 474 148    |
| 68  | Parco zoologico del bosco di Boulogne                     | Lilla                     | 465 000    |
| 69  | Louvre-Lens                                               | Lens                      | 450 342    |
| 70  | Centro idroludico les Atlantides au Mans                  | Le Mans                   | 450 000    |
| 71  | Zoo di Thoiry                                             | Thoiry                    | 450 000    |
| 72  | Reggia di Chantilly                                       | Chantilly                 | 449 000    |
| 73  | Mucem                                                     | Marsiglia                 | 448 909    |
| 74  | Città del Vino                                            | Bordeaux                  | 445 000    |
| 75  | Zoo di La Flèche                                          | La Flèche                 | 441 368    |
| 76  | Museo de l'Hôtel-Dieu - Hospices de Beaune                | Beaune                    | 436 825    |
| 77  | Visita della Nostra Dama di Parigi                        | Parigi                    | 431 724    |
| 78  | Centro Visitatori                                         | Colleville-sur-Mer        | 428 814    |
| 79  | Castello di Chaumont-sur-Loire                            | Chaumont-sur-Loire        | 427 422    |
| 80  | Palazzo dalla Porta Dorata                                | Parigi                    | 420 470    |
| 81  | Palazzo delle scoperte                                    | Parigi                    | 418 098    |
| 82  | Caverna del Pont-d'Arc                                    | Vallon Pont-d'Arc         | 418 000    |
| 83  | Oceanopolis                                               | Brest                     | 413 016    |
| 84  | Cittadella di Blaye                                       | Blaye                     | 407 000    |
| 85  | Città dello spazio                                        | Tolosa                    | 405 539    |
| 86  | Les Antilles à Jonzac                                     | Jonzac                    | 403 454    |
| 87  | Ponte di Avignone                                         | Avignone                  | 397 946    |
| 88  | Vedette di Bréath                                         | Île-de-Bréhat             | 395 256    |
| 89  | Panoramica delle Dômes                                    | Orcines                   | 394 600    |
| 90  | Spiaggia di Tolosa                                        | Tolosa                    | 390 620    |
| 91  | Conciergerie                                              | Parigi                    | 386 638    |
| 92  | Parco zoologico e botanico                                | Mulhouse                  | 383 591    |
| 93  | Thermapolis                                               | Amnéville                 | 383 591    |
| 94  | Cineteca francese                                         | Parigi                    | 380 000    |
| 95  | Seaquarium di Grau-du-Roi                                 | Le Grau-du-Roi            | 379 325    |
| 96  | Memoriale della pace                                      | Caen                      | 371 752    |
| 97  | Duna di Pilat                                             | La Teste-de-Buch          | 371 500    |
| 98  | Parco di Champagne                                        | Reims                     | 370 107    |
| 99  | Chiesa dei Giacobini                                      | Tolosa                    | 369 158    |
| 100 | Cattedrale di Rodez                                       | Rodez                     | 367 470    |

## Parigi
Parigi, la capitale (città), è la terza città più visitata al mondo. Parigi possiede alcuni dei musei più grandi e rinomati, tra cui il Louvre, che è il museo d'arte più visitato al mondo (vedi lista dei musei d'arte più visitati al mondo), ma anche il museo d'Orsay, in gran parte dedicato all'impressionismo e il Centro Georges Pompidou in rue Beaubourg dedicato all'arte contemporanea.
Parigi ospita alcuni dei monumenti maggiormente riconoscibili al mondo e punto di riferimento, come la torre Eiffel, che è il monumento a pagamento più visitato dell'intero pianeta, l'Arco di Trionfo (Parigi), la cattedrale della Nostra Dama o la basilica del Sacro Cuore.
La Città delle scienze e dell'industria è il più grande museo della scienza esistente in Europa; situato nel Parc de la Villette è il cuore del Centro culturale di scienza, tecnologia e industria (CCSTI), un centro di promozione della scienza e della cultura. Nei pressi di Parigi vi è il palazzo di Versailles, l'ex palazzo dei sovrani di Francia ora trasformato in un museo.

## Riviera francese
Con più di 10 milioni di turisti all'anno la riviera francese o Costa azzurra, nella Francia sud-orientale, è la seconda destinazione turistica di primo piano nel paese, dopo la regione di Parigi (l'Île-de-France). Secondo l'agenzia dello sviluppo economico della costa azzurra, questa gode di 300 giorni di sole all'anno, 115 km di coste e spiagge, 18 campi da golf, 14 stazioni sciistiche e 3 000 ristoranti.
Ogni anno la costa azzurra ospita il 50% della flotta di super-panfili del mondo, con il 90% di tutte le grandio imbarcazioni di lusso che visitano la costa della regione almeno una volta nella vita.

## Provenza
Una gran parte della Provenza è stata designata nel 2013 come capitale europea della cultura. Numerosi e assai famosi siti naturali possono essere rinvenuti nella regione, come le gole del Verdon, il parco naturale regionale della Camargue, il parco nazionale di calanchi e il tipico paesaggio del Luberon.
La Provenza ospita decine di rinomati siti storici come il ponte del Gard, i grandi monumenti romani di Arles o il palazzo dei Papi ad Avignone. Diversi altri centri urbani finiscono con l'attrarre una varietà molto ampia di turisti, come Aix-en-Provence, Marsiglia o Cassis sulla costa del Mar Mediterraneo.

## Valle della Loira
Un'altra tra le destinazioni principali con più di 8 milioni di turisti, sono i castelli della valle della Loira; questo patrimonio mondiale è degno di nota per la qualità del suo patrimonio architettonico, nelle sue città storiche come Amboise, Angers, Blois, Chinon, Nantes, Orléans, Saumur e Tours, ma in particolare per i suoi castelli come quello di Amboise, del castello di Chambord, il castello di Ussé, Villandry e il castello di Chenonceau, che illustrano in modo eccezionale gli ideali del rinascimento francese.